# LaBradford Smith
LaBradford Corvey Smith (Bay City, 3 aprile 1969) è un ex cestista statunitense, professionista nella NBA, in Spagna e in Polonia.

## Carriera
È stato selezionato dai Washington Bullets al primo giro del Draft NBA 1991 (19ª scelta assoluta).

## Palmarès

### Squadra
- Coppa di Polonia: 1

Znic Pruszków: 1998

### Individuale
- McDonald's All-American Game (1987)